# پزشکان (مجموعه تلویزیونی کره‌ای)
پزشکان یا برادر دروغین (به کره‌ای: 의가형제) یک مجموعه تلویزیونی در ژانر پزشکی و محصول سال ۱۹۹۷ کره جنوبی است.

## خلاصه داستان
این سریال داستان رقابت‌های دو برادر به نام‌های کیم سو هیونگ(جانگ دونگ گون) و کیم جونکی(سون چانگ مین) را در عرصه عشق و شغل به تصویر می‌کشد که هر دو در یک بیمارستان مشغول به کار هستند؛ که سو هیونگ، برادر کوچکتر است، او توسط این خانواده با سه نسل از پزشکان و در بیمارستان خانواده خود کار می‌کند. سو هیونگ درخشان، توانا، شگفت‌انگیزی خوش تیپ و جذاب است، او همچنین متکبر، خودخواه، احساسی نابالغ و غیر مسئولانه با عشق است. سو هیونگ، فاقد ارزشهای مادی ساخته شده‌است. او می‌تواند از توانایی و درخشش خود برای رقابت با دزدانش برای عشق «پدربزرگ»، سر خانواده و بیمارستان استفاده کند. در حالی که از دست دادن این رقابت برادر بی نظیر، حتی برادر بزرگتر، سو هیونگ نیز در مورد راز مرگ پدر و مادرش، در نتیجه، انتقام خود را آغاز می‌کند. با قدرت کمتری داستان عاشقانه بین سو هیونگ و مین جو(لی یونگ آئه)است. جان دونگ تفنگ بسیار عالی است که شخصیت سو هیونگ را به نمایش می‌گذارد و اثر قابل توجهی از نمایش کل را به نمایش می‌گذارد.

## بازیگران
- جانگ دونگ گون در نقش کیم سو هیونگ
- سون چانگ مین در نقش کیم جونکی
- لی یونگ آئه در نقش چا مین جو
- شین جو ری در نقش یون رجینا
- گو بو سوک در نقش ایم یون جون
- لی جی هیونگ در نقش چویی گون یونگ
- کیم جونگ هاک در نقش وو سانگ هیون
- کیم کی هیون در نقش جونگ سی هونگ
- لی سونگ یونگ در نقش ای گوک چانگ
- کیم میونگ هیون در نقش لی چانگ دونگ